# Burn Up Excess
Burn-Up Excess — японский аниме-сериал, выпущенный совместно студиями  Magic Bus и  AIC, третья часть франшизы Burn Up!, впервые транслировалась в Японии с 12 декабря 1997 года по 1 июля 1998 года. Всего выпущено 13 серий аниме. Сериал был лицензирован и выпущен на четырёх VHS кассетах и DVD на территории США компанией ADV Films.
Здесь показывается комедийный взгляд на подразделение Токийской полиции — «Команда воинов», задача которой проводить особые операции. Большинство сцен аниме составляет фансервис, по этой причине компания ADV Films зарегистрировала торговую марку «Jiggle Counter», которая выпускалась на обложке DVD издания Burn-Up Excess и Plastic Little.

## Сюжет
Сюжет разворачивается вокруг Рио Кинэдзоно, члена команды боевого спецназа, которая тратит все свои деньги и никак не может расплатиться с долгами. Рио вместе с командой других девушек предстоит предотвратить реализацию международного заговора.

## Список персонажей
Рио Кинэдзоно (яп. 利緒) — Она главная героиня истории. У неё светлые волосы и большая грудь.Отлично владеет боевыми искусствами и как правило начинает атаковать. Очень ухаживает за своей внешностью, покупает красивые вещи. Но из-за этого всё время находится в долгах и поэтому Рио всё время ищет хорошо оплачиваемую работу. Поступила в боевой отряд полиции в надежде погасить долги. Параллельно ищет лёгкий путь денег, так она пристаёт к любым богатым парням, чтобы те покупали ей красивые вещи.
Сэйю: Юка Имай
Лилика Эбетт (яп. リリカエベット) — Она специалист по компьютерам. У неё длинные розовые волосы. Находится как правило в диспетчерской. Очень умная и даёт часто полезные советы другим членам команды. Может запросто взломать компьютерную систему.
Сэйю: Сакура Тангэ
Маки Кавадзаки (яп. ) — Она командир боевого отряда. Она носит очки. Имеет безоговорочный лидерский характер. Когда то она получила награду от команды, которая позже устроила охоту на неё.
Сэйю: Мами Кингэцу
Мая Дзингу (яп. 神宮 真弥) — Она специализируется на оружие, хороший снайпер. У неё зелёные волосы, и она всегда носит повязку на голове.
Сэйю: Мая Окамото
Нанбель Кэндлстик — Резидент инженерной команды мастеров воинов. Она создаёт множество высокотехнологичных гаджетов и устройств, которые команда использует. Но имеет плохую привычку красить свои изобретения в яркие цвета (розовый, фиолетовый итд.) однажды оформила своё устройство в форме розового таракана.
Сэйю: Юри Амано
Юдзи Наруо (яп. 鳴尾 祐司) — Он единственный парень боевого отряда и специалист по автомобилям. Как видно во втором эпизоде Юдзи очень любит смотреть на голые ноги и женское бельё. Имеет плохую привычку появляться в раздевалке девочек, когда те переодеваются, или моются в душе, в результате как правило его избивают девушки.
Сэйю: Рётаро Окиаю